# Gabino Sosa Benítez
Gabino Sosa Benítez (19 de mayo de 1938, Departamento de Rocha - 16 de noviembre de 2003, Maldonado) fue un payador, humorista y músico popular uruguayo.

## Biografía
Nacido en Departamento de Rocha. A lo largo de su vida artística, grabó varios fonogramas solistas o en colectivo con otros payadores como Abel Soria.
También fue el creador de varias obras folclóricas, de las cuales, las más conocidas son Comicidad y humorismo, Dos viejos mintiendo, Canto al guiso de porotos, Por arriba, por abajo, Como brasa e´coronilla, Paloma y el palomo, Conceptos sobre etoecología, Qué pastilla, La rochense, Pueblito obrero y Buen amigo entre otras.
Se desempeñó como animador en muchas ediciones de la Rural del Prado. Estuvo vinculado a CX 4 Radio Rural de Montevideo a través de su programa Los payadores, y a Radio Durazno de Durazno. Asimismo se desempeñó como Coordinador del Departamento de Cultura de la Intendencia Municipal de Flores.
Fue un gran promotor del arte del payador, y a través de sus contrapuntos se ganó el apodo de «La picana rochense» por el carácter picaresco, incisivo y burlón de sus respuestas.
El 16 de noviembre de 2003 fallece en un accidente de tránsito al volver de una fiesta que tuvo lugar en Treinta y Tres. En este accidente también fallece su acompañante Teresa Santana González.

## Discografía
- Sencillamente
- Abel Soria y Gabino Sosa (junto a Abel Soria. Sondor 44213, 1982)
- El Arte del Payador Vol. 1 (junto a Carlos Molina. Ayuí / Tacuabé, 1982)
- Echando El Resto En Un Truco (Sondor 84323. 1983)
- Muy En Serio y Medio En Broma (Manchester 70156-4. 1990)
- Historias del Perro Juan Moreira Cantadas y Contadas por Gabino Sosa' Sondor 1995)
- Milongas de Oreja a Oreja (Ge-Ese Producciones. AGADU 1328-4. 1997)